# 埃米卡·奥卡福
埃米卡·歐卡佛（英語：Emeka Okafor，1982年9月28日—），原名，生于德克萨斯州休斯敦，美国职业篮球运动员，司职中锋。曾效力于NBA的查利爾·奧卡佛是他的遠房表弟。

## 高中篮球生涯
歐卡佛在休斯敦的Bellaire高中打球，和后来的俄克拉何马州立大学球星约翰·卢卡斯三世为队友。2001年UIL州季候赛第三轮Bellaire高中对垒之后德克萨斯大学球星T·J·福特带领的Willowridge高中，最终球队是42-56败给了Willowridge高中。不过在这场比赛中，出现了往后NCAA四强赛中的5位球星(Bellaire高中的卢卡斯和歐卡佛，Willowridge高中的福特，俄克拉何马州立大学的伊万·麦克法林和杜克大学的丹尼尔·伊文)。

## 大学篮球生涯
在康乃狄克大學主要是擔任中鋒的位置，在大學期間，不僅是一位出色的籃球員，也是成績優秀的學生，在大學主修經濟，以3.8分的成績平均積點畢業，因其在籃球場下的努力，歐卡佛被選為2004年Academic All-America。
有著208公分的身高，歐卡佛以出色的防守能力出名，特別是在阻攻方面。雖然在2003–04受困於背部問題，歐卡佛依然帶領康乃狄克大學於2004年NCAA第一級贏得冠軍，並獲選為美國NCAA大學籃球四強賽最傑出球員（MOP）。
此外，歐卡佛也被NABC選為年度最佳防守球員。當其畢業時，留下441個阻攻。因為歐卡佛在大學時出色的表現，被選為2004年雅典奧運美國籃球隊員。

## NBA生涯

### 夏洛特山猫(2004-2009)
歐卡佛在2004年NBA选秀中第一轮第2顺位被新军夏洛特山猫选中，此后一直担当球队的首发中锋。2005-06赛季他以场均15.1分、10.9个篮板、1.7个阻攻、0.9次抄截夺得了NBA最佳新秀称号。总体来说，歐卡佛有着出色的防守水平和很好的篮板和阻攻能力。

### 紐奧良黃蜂(2009-2012)
2009年7月通过与泰森·钱德勒的交易被交换至新奥尔良黄蜂队。

### 華盛頓巫師(2012-2013)
2012年6月與特雷沃·阿里扎 一同交易至華盛頓巫師。

### 養傷休戰NBA(2013-2017)
開季前因被診斷出頸椎間盤突出而無限期休戰。在2013年10月25日, 巫師將歐卡佛以及2014年的首輪選秀權送出，換來太陽的中鋒馬爾欽·戈塔特和3名後衛沙朗·布朗、肯德爾·馬歇爾與馬爾科姆·李。由於嚴重傷病，他已撒出NBA並開展養傷復原的工作，持續4年，加盟G League球隊87人，在低強度的聯盟下尋找狀態。

### 新奧爾良鵜鶘(2018-)
由於當紅中鋒德马库斯·考辛斯的受傷，鵜鶘急需補充內線戰力，除了把東尼·艾倫和賈米爾·尼爾森(Jameer Nelson)送走換來尼古拉·米羅蒂奇(Nikola Mirotić)之外，亦考慮簽入前榜眼、在發展聯盟打球的奧卡科頂替中鋒位置。該隊向奧卡科開出10日的短約，期間表現不俗，提供的內線制空力為塘鵝隊雪中送炭，讓全明星安東尼·戴維斯不需要再次被移到中鋒位置。由於在球隊的重要性高，鵜鶘隊已再次在2月14日向他送出10日短約，而在此期間奧卡科更奪得正選中鋒位置，他亦繼續展現出色的防守戰力，使在失去卡辛斯後一度陷入連敗的塘鵝隊近況大幅回暖，保持爭奪季後賽的競爭力。數據顯示，在這段期間，奧卡科只要在場上，鵜鶘隊便與比賽對手相比高於9.3%的得分。有見及此，塘鵝隊亦於2018年2月26日與他簽約直至季尾，衝擊季後賽。鵜鶘隊首席球星戴維斯(AD)更大讚他對球隊貢獻良多，以及大幅舒緩自己在顏色區域的壓力，他指出:「他(奧卡佛)與我們很合拍，他封阻、搶籃板、加強己隊的進攻籃板能力、為隊友們單擋......等等，這些工作為我們爭勝有巨大的幫助。你需要這樣的隊友、做足本份的球員...很高興他能留下協助我們。」

## NBA新秀一隊 2005
- C ：德懷特·霍華德(奧蘭多魔術)
- PF：埃米卡·歐卡佛(夏洛特山猫)
- SF：羅爾·鄧(芝加哥公牛)
- SG：本·高登(芝加哥公牛)
- PG：克裏斯·杜洪(芝加哥公牛)

## NBA生涯

### 例行賽
| 賽季    | 球隊       | GP  | GS  | MPG  | FG%  | 3P%  | FT%  | RPG  | APG | SPG | BPG | PPG  |
| ------- | ---------- | --- | --- | ---- | ---- | ---- | ---- | ---- | --- | --- | --- | ---- |
| 2004–05 | 夏洛特山貓 | 73  | 73  | 35.6 | .447 | .000 | .609 | 10.9 | .9  | .9  | 1.7 | 15.1 |
| 2005–06 | 夏洛特山貓 | 26  | 25  | 33.6 | .415 | .000 | .656 | 10.0 | 1.2 | .9  | 1.9 | 13.2 |
| 2006–07 | 夏洛特山貓 | 67  | 65  | 34.8 | .532 | .000 | .593 | 11.3 | 1.2 | .9  | 2.6 | 14.4 |
| 2007–08 | 夏洛特山貓 | 82  | 82  | 33.1 | .535 | .000 | .570 | 10.7 | .9  | .8  | 1.7 | 13.8 |
| 2008–09 | 夏洛特山貓 | 82  | 81  | 32.8 | .561 | .000 | .593 | 10.1 | .6  | .6  | 1.7 | 13.2 |
| 2009–10 | 紐奧良黃蜂 | 82  | 82  | 28.9 | .530 | .000 | .562 | 9.0  | .7  | .7  | 1.6 | 10.4 |
| 2010–11 | 紐奧良黃蜂 | 72  | 72  | 31.8 | .573 | .000 | .562 | 9.5  | .6  | .6  | 1.8 | 10.3 |
| 2011–12 | 紐奧良黃蜂 | 27  | 27  | 28.9 | .533 | .000 | .514 | 7.9  | .9  | .6  | 1.0 | 9.9  |
| 2012–13 | 華盛頓巫師 | 79  | 77  | 26.0 | .477 | .000 | .571 | 8.8  | 1.2 | .6  | 1.0 | 9.7  |
| 生涯    |            | 590 | 584 | 31.7 | .512 | .000 | .584 | 9.9  | .9  | .7  | 1.7 | 12.3 |

### 季後賽
| 賽季    | 球隊       | GP | GS | MPG  | FG%  | 3P%  | FT%  | RPG | APG | SPG | BPG | PPG |
| ------- | ---------- | -- | -- | ---- | ---- | ---- | ---- | --- | --- | --- | --- | --- |
| 2010–11 | 紐奧良黃蜂 | 6  | 6  | 31.3 | .645 | .000 | .364 | 5.5 | .0  | 1.0 | 1.0 | 7.3 |
| 生涯    |            | 6  | 6  | 31.3 | .645 | .000 | .364 | 5.5 | .0  | 1.0 | 1.0 | 7.3 |

## 瑣事
- 他的名字 Chukwuemeka 於伊博語中意思為"上帝做得好"
- 多倫多及紐約是他最喜歡的NBA城市[4]
- 於電視劇籃球兄弟第二季中飾演自己